# Andrea Alpago

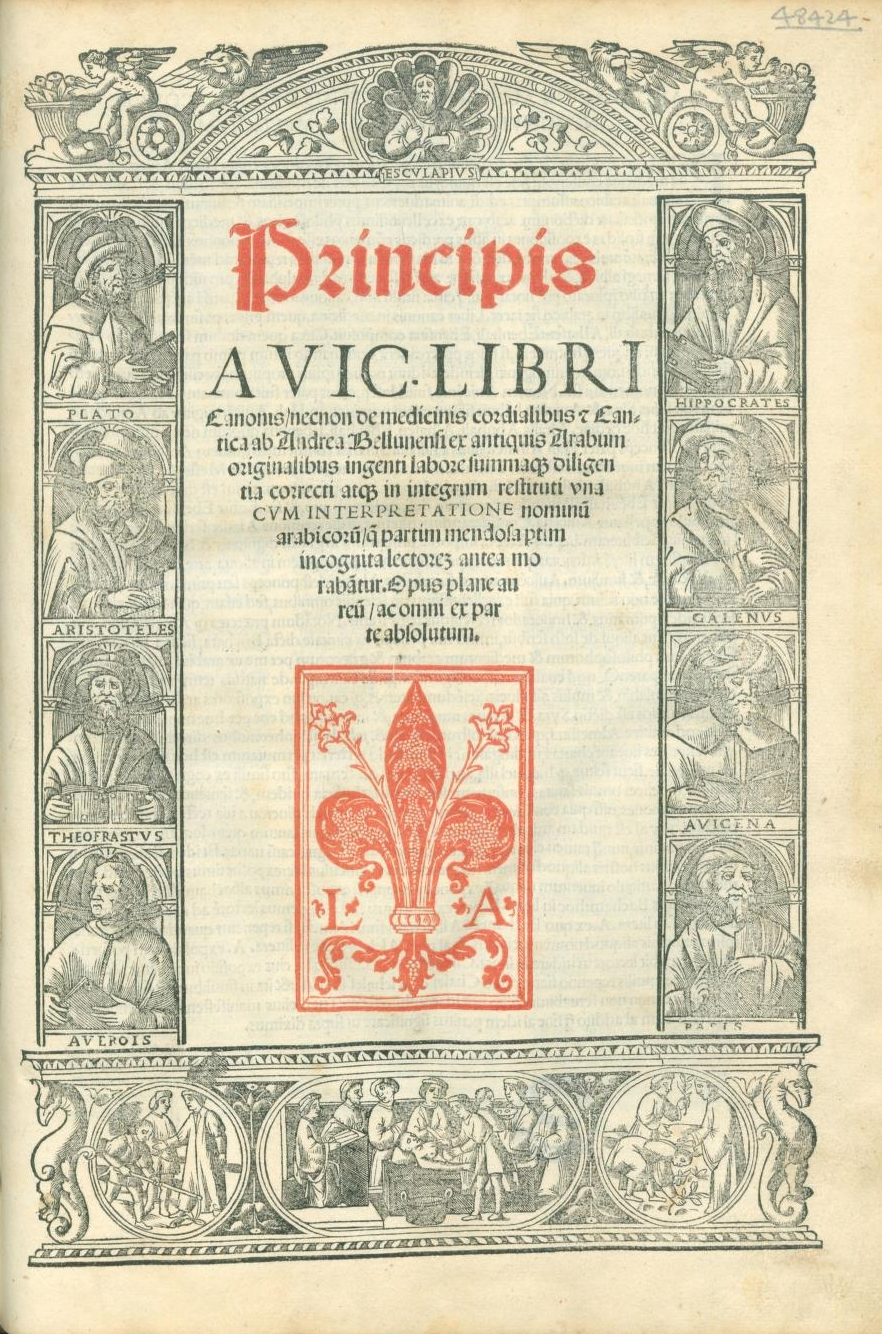
Avicena, Canon (Veneza, 1527)

Andrea Alpago (1450 – 1521?) foi um italiano médico e arabista. Em publicações de sua obra em latim, seu nome é frequentemente encontrado como Andreas Alpagus Bellunensis, em que "Bellunensis" refere-se ao seu local de nascimento de Belluno, no nordeste da Itália. Trabalhou em Damasco, na Síria, por décadas como médico para o consulado da República de Veneza, em Damasco. Foi nomeado professor de medicina em Pádua, no nordeste da Itália, em 1521, onde permaneceu por apenas dois ou três meses antes de sua morte. Suas obras foram publicados postumamente por iniciativa de seu sobrinho, Paulo Alpago. Sua obra mais conhecida é a edição da tradução latina do O Cânone da Medicina de Avicena. Tal livro médico foi traduzido do árabe para o latim no final do século XII por Gerardo de Cremona. As contribuições de Andrea Alpago para a tradução de Gerardo de Cremona foram amplamente lidas pelos médicos europeus durante o século XVI. Sua primeira publicação ocorreu em 1527 e uma edição ampliada foi publicada em 1544.

## Lista de obras
(Esta lista está incompleta)
- Avicennae Liber Canonis Medicinae, Gerardus Cremonensis ex Arabico em Latinum translatus, porra Andreae Alpagi Bellunensis clarissimi castigationibus ex complurium codicum arabicorum (Cânone médico de Ibn Sina, traduzido do árabe para o latim, feita por Gerard de Cremona, com esclarecimentos e críticas por Andrea Alpago).
- Tradução de Comentário sobre a Anatomia em Avicena da Canon, do árabe para o latim.[3]